# Sven Hammarberg
Sven Oskar Hammarberg, född 8 februari 1912 i Hofors, död 27 juli 2002 i Västerås domkyrkoförsamling, var en svensk ombudsman och socialdemokratisk politiker.
Hammarberg arbetade som verksarbetare i 25 år till 1949 då han blev ombudsman för socialdemokraterna i Gävleborg med stationering i Hudiksvall. Han var ledamot av Sveriges riksdags andra kammare från 1961, invald i Västmanlands läns valkrets. Han var även landstingsman från 1959. Sven Hammarberg är gravsatt i minneslunden på Wallinska kyrkogården i Västerås.